# Рансом-Каньйон (Техас)
Рансом-Каньйон (англ. Ransom Canyon) — місто (англ. town) в США, в окрузі Лаббок штату Техас. Населення — 1189 осіб (2020).

## Географія
Рансом-Каньйон розташований за координатами 33°31′49″ пн. ш. 101°41′7″ зх. д. / 33.53028° пн. ш. 101.68528° зх. д. (33.530315, -101.685343).  За даними Бюро перепису населення США в 2010 році місто мало площу 2,45 км², з яких 2,04 км² — суходіл та 0,40 км² — водойми.

## Демографія
Згідно з переписом 2010 року, у місті мешкало 1096 осіб у 452 домогосподарствах у складі 355 родин. Густота населення становила 448 осіб/км².  Було 477 помешкань (195/км²).
Расовий склад населення:
| - 95,8 % — білих - 0,9 % — чорних або афроамериканців - 0,9 % — азіатів - 1,9 % — осіб інших рас |

До двох чи більше рас належало 0,5 %. Частка іспаномовних становила 7,1 % від усіх жителів.
За віковим діапазоном населення розподілялося таким чином: 19,1 % — особи молодші 18 років, 61,3 % — особи у віці 18—64 років, 19,6 % — особи у віці 65 років та старші. Медіана віку мешканця становила 51,2 року. На 100 осіб жіночої статі у місті припадало 98,6 чоловіків;  на 100 жінок у віці від 18 років та старших — 93,2 чоловіків також старших 18 років.
Середній дохід на одне домашнє господарство  становив 163 260 доларів США (медіана — 96 389), а середній дохід на одну сім'ю — 179 609 доларів (медіана — 106 250). Медіана доходів становила 76 528 доларів для чоловіків та 50 345 доларів для жінок. За межею бідності перебувало 2,2 % осіб, у тому числі 1,8 % дітей у віці до 18 років та 2,8 % осіб у віці 65 років та старших.
Цивільне працевлаштоване населення становило 703 особи. Основні галузі зайнятості: освіта, охорона здоров'я та соціальна допомога — 42,7 %, роздрібна торгівля — 8,5 %, публічна адміністрація — 7,4 %, сільське господарство, лісництво, риболовля — 6,8 %.